# Micrurus bernadi
Micrurus bernadi là một loài rắn trong họ Rắn hổ. Loài này được Cope mô tả khoa học đầu tiên năm 1887.